# Sonique (Medienspieler)
Sonique ist ein nicht mehr weiterentwickelter Audioplayer, der ausschließlich für Windows-Betriebssysteme verfügbar ist.
Die Software wurde von Media Science entwickelt und mit dieser Firma an Lycos verkauft. Nach der Übernahme durch Terra wurden die Entwicklung und der Vertrieb für Sonique schrittweise eingestellt.
Sonique spielt alle gängigen Dateiformate wie MP3, WMA, Vorbis und Audio-CD ab. Die aktuelle, stabile Version ist die Version 1.96. Sie ist am 8. Februar 2005 das letzte Mal aktualisiert worden. Eine Zeit lang hat man noch an Version 2 gearbeitet. Die Version 2.0 Beta wurde veröffentlicht, ist aber noch instabil.
Ähnlich wie Winamp ist Sonique in den 1990er-Jahren für Windows erschienen und hatte durch seine Benutzeroberfläche, die durch Skins stark verändert werden konnte, viele User angezogen.
Später konnte Sonique nicht mehr mit der Entwicklung von Winamp Schritt halten, wodurch Sonique viele Benutzer verloren hat.
Obwohl nicht mehr weiterentwickelt, funktioniert die Software auch weiterhin unter Windows. Aufgrund ihres Alters stellt sie nur geringe Hardware- und Software-Anforderungen.